# McDonald Lake, Saskatchewan
McDonald Lake är en sjö i Kanada.   Den ligger i provinsen Saskatchewan, i den sydöstra delen av landet, 2 100 km väster om huvudstaden Ottawa. McDonald Lake ligger 556 meter över havet. Arean är 0,41 kvadratkilometer. Den sträcker sig 1,3 kilometer i nord-sydlig riktning, och 0,9 kilometer i öst-västlig riktning.
Trakten runt McDonald Lake består till största delen av jordbruksmark. Trakten runt McDonald Lake är nära nog obefolkad, med mindre än två invånare per kvadratkilometer.